# Questo pazzo, pazzo mondo della canzone
Questo pazzo, pazzo mondo della canzone è un film del 1965 diretto da Bruno Corbucci e Giovanni Grimaldi.
Fa parte del cosiddetto filone dei film musicarelli.

## Trama
Film ad episodi, che fanno da contorno alle esibizioni dei cantanti; gli attori recitano in due o più episodi in parti diverse. Tra le varie storie: un siciliano si ritrova il cavallo dipinto di verde, protesta, ma quando scopre che l'autore è grande e grosso, smette di protestare ed anzi lo invita a dare la seconda mano; un ladro si introduce nottetempo in un'abitazione e cerca di far credere al padrone di casa che si tratta di un sogno; una donna scopre che il marito la tradisce con la cameriera e lo caccia via di casa, senza rinunciare però al lavoro della donna.

## Le canzoni
- Ma questa sera cantata da Lucio Dalla
- Così come sei cantata da Dino
- Pagherai cantata da Petula Clark
- Io lo so già cantata da Luigi Tenco
- La tua mano cantata da Françoise Hardy
- Sola nel sole cantata da Jenny Luna
- Tu sei sempre cantata da Roby Ferrante
- Lei (non è per me) cantata da Lucio Dalla
- Peccato che sia finita cantata da Udo Jürgens
- La vikinga cantata da I Flippers
- La tremarella cantata da Edoardo Vianello
- Angelita di Anzio cantata dai Los Marcellos Ferial
- Cuore di negro cantata da Ricky Gianco
- Sei diventata nera cantata dai Los Marcellos Ferial
- Un tuffo al cuore cantata da Rosy
- La fine di agosto cantata da Little Tony
- Il surf della mattonella cantata da La Cricca
- Vivere ancora cantata da Gino Paoli
- Mi devi credere cantata da Nico Fidenco
- Se vuoi uscire la domenica sola con me cantata da Gianni Morandi
- Tra la-la Susy cantata da Remo Germani